# Trump International Hotel and Tower (Las Vegas)
Der Trump International Hotel and Tower ist ein Wolkenkratzer in Paradise. Er ist 189 Meter hoch und damit das fünfthöchste Gebäude der Stadt, nach dem Palazzo-Hotel und dem Encore Las Vegas. Der Turm verfügt über 64 Geschosse, die im unteren Bereich als Hotel genutzt werden, während weiter oben luxuriöse Apartments zu finden sind. Der Spatenstich erfolgte im Jahr 2005, drei Jahre später wurden die Bauarbeiten beendet. Die Adresse lautet 3128 Las Vegas Boulevard South, Las Vegas, NV. Das Hotel gehörte zeitweise zur Vereinigung Leading Hotels of the World.
Bis zum Jahr 2009 hatte Trump geplant, nach dem Verkauf sämtlicher Wohnungen im Trump International Hotel and Tower einen weiteren Tower auf demselben Gelände zu errichten. Mit Platzen der US-Immobilienblase und nun teuren Baukrediten unterblieb jedoch der Bau eines zweiten Turms.

## Arbeitsrechtlicher Konflikt
Trumps Hotel gehörte lange zu den wenigen großen Hotels in Las Vegas ohne gewerkschaftliche Vertretung. Im Dezember 2015 beschlossen etwa 500 Mitarbeiter des Hotels, der örtlichen Sektion der Gewerkschaft Unite Here beizutreten, um einen Tarifvertrag auszuhandeln. Die Trump Organization lehnte dies zunächst mit Verweis auf angeblich gefälschte Wahlen ab, bis sie durch das National Labor Relations Board im November 2016 dazu verpflichtet wurde, mit der Gewerkschaft zu verhandeln. Im Dezember 2016 schloss die Trump-Organisation mit Unite Here daraufhin einen Vertrag.
Am Neujahrsmorgen 2025 explodierte ein Tesla Cybertruck vor dem Haupteingang des Hotels, der Fahrer kam ums Leben. Die Polizei geht von einem mutwilligen Anschlag aus.

## Galerie

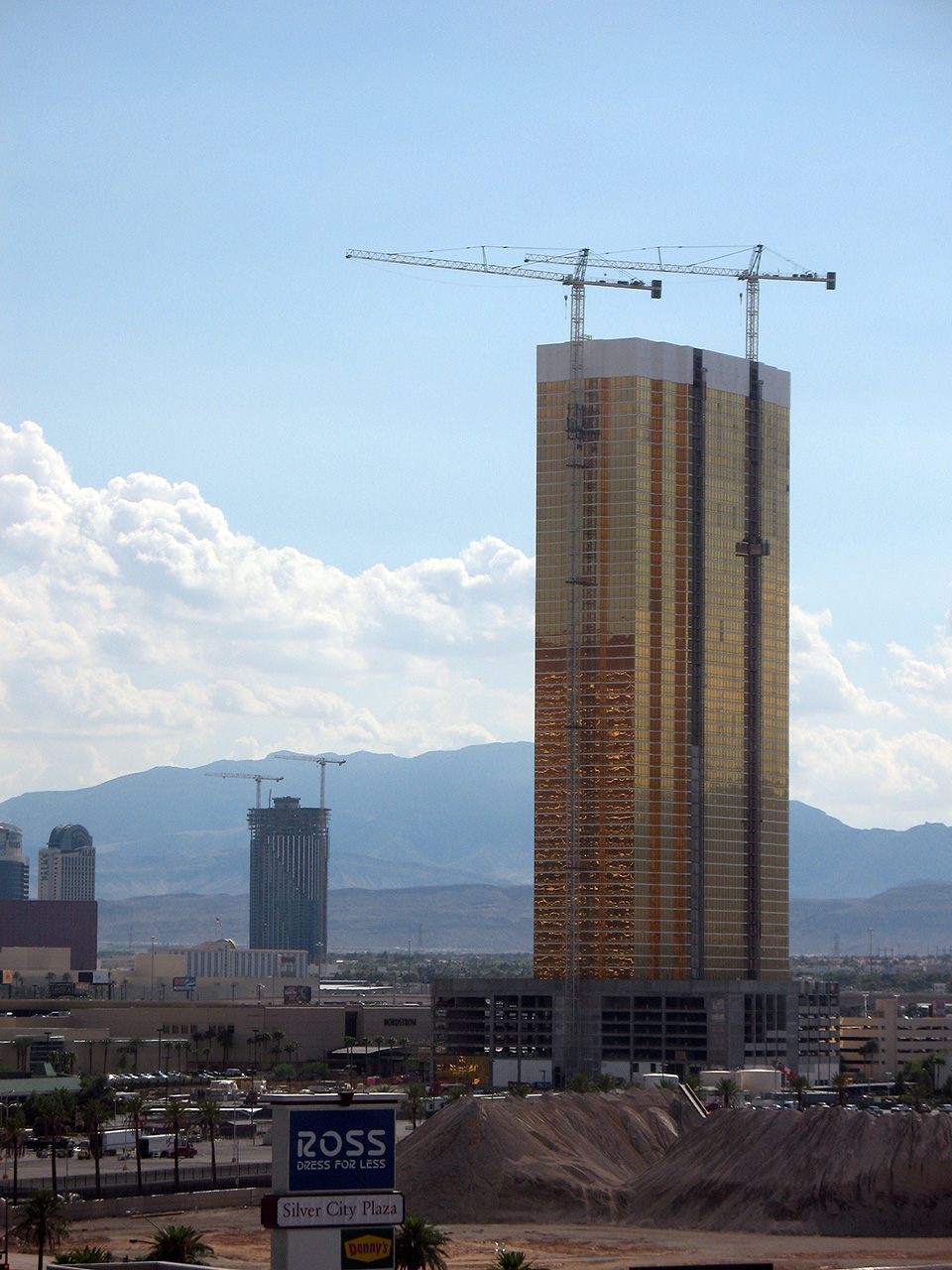
Das Gebäude im Bau, August 2007
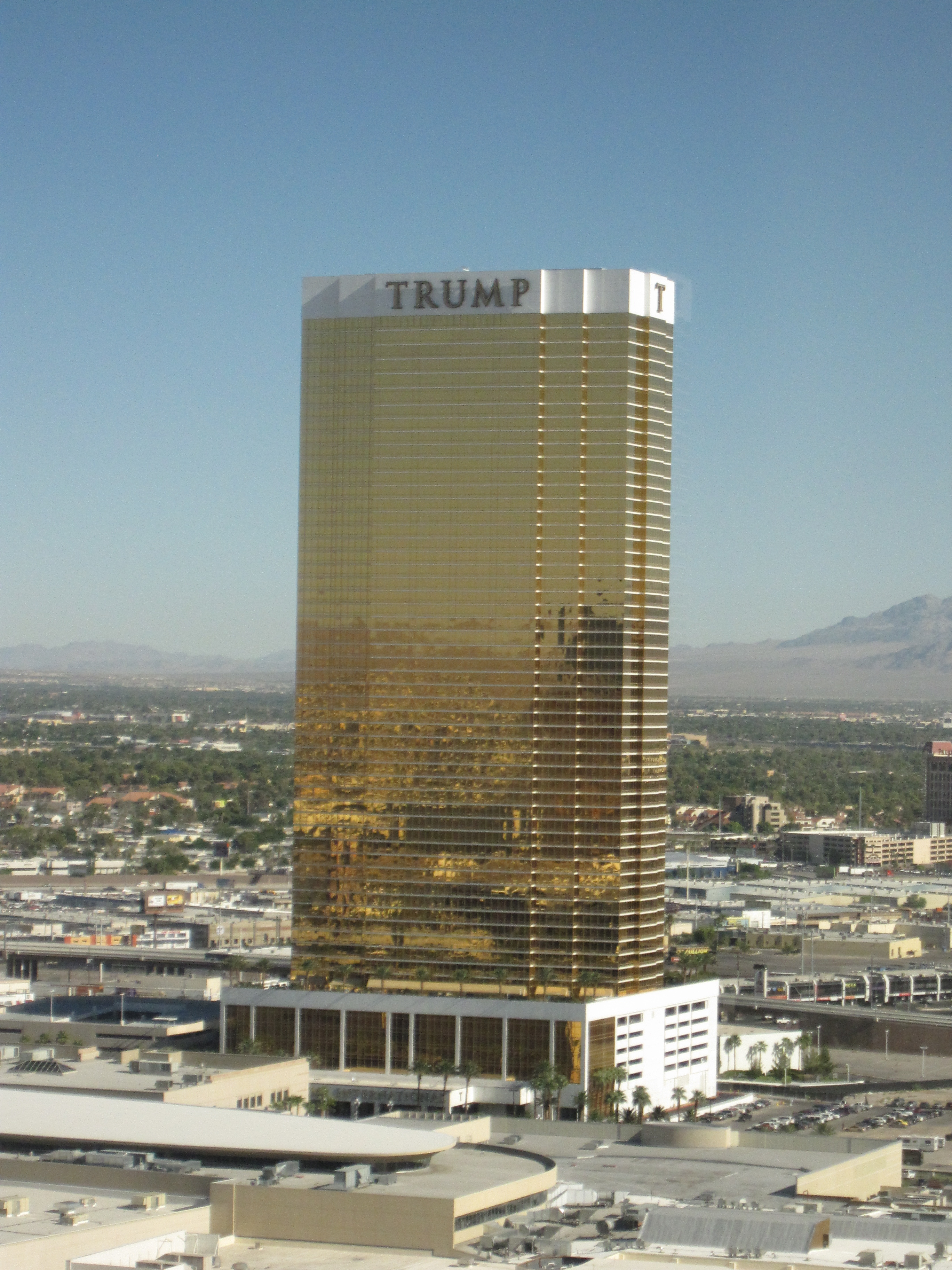
Das Bauwerk und seine nähere Umgebung
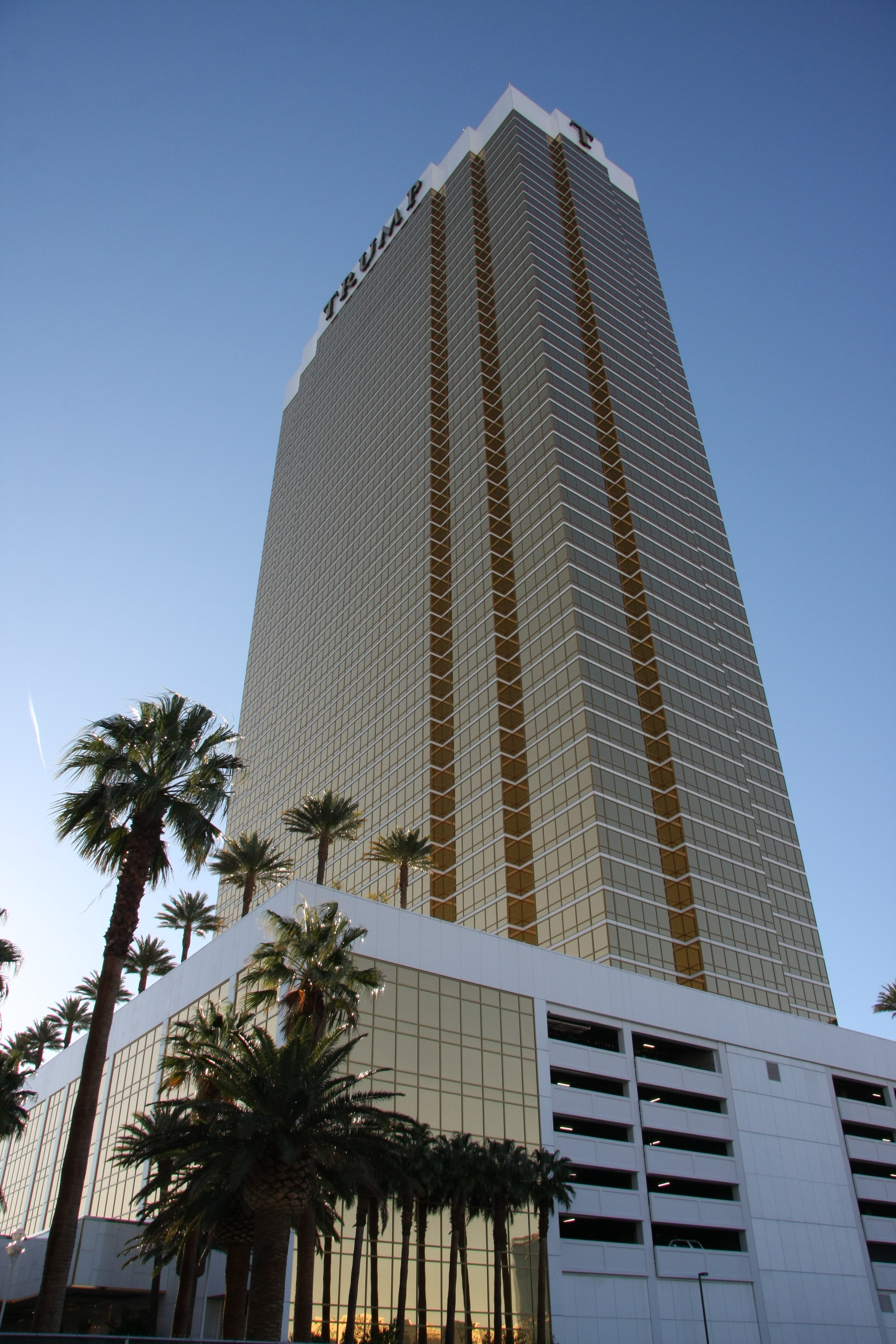
Der Tower von der Zufahrt aus
Foyer